# Chilliwack
Chilliwack est une municipalité de la Colombie-Britannique (Canada) située à 100 kilomètres à l'est de Vancouver. Elle est le chef-lieu du district régional de la Vallée du Fraser. C'est une commune de près de 100 000 habitants. Son vaste territoire de 260 km2 est majoritairement dédié à l'agriculture dont les productions fournissent l'industrie agroalimentaire locale.

## Histoire

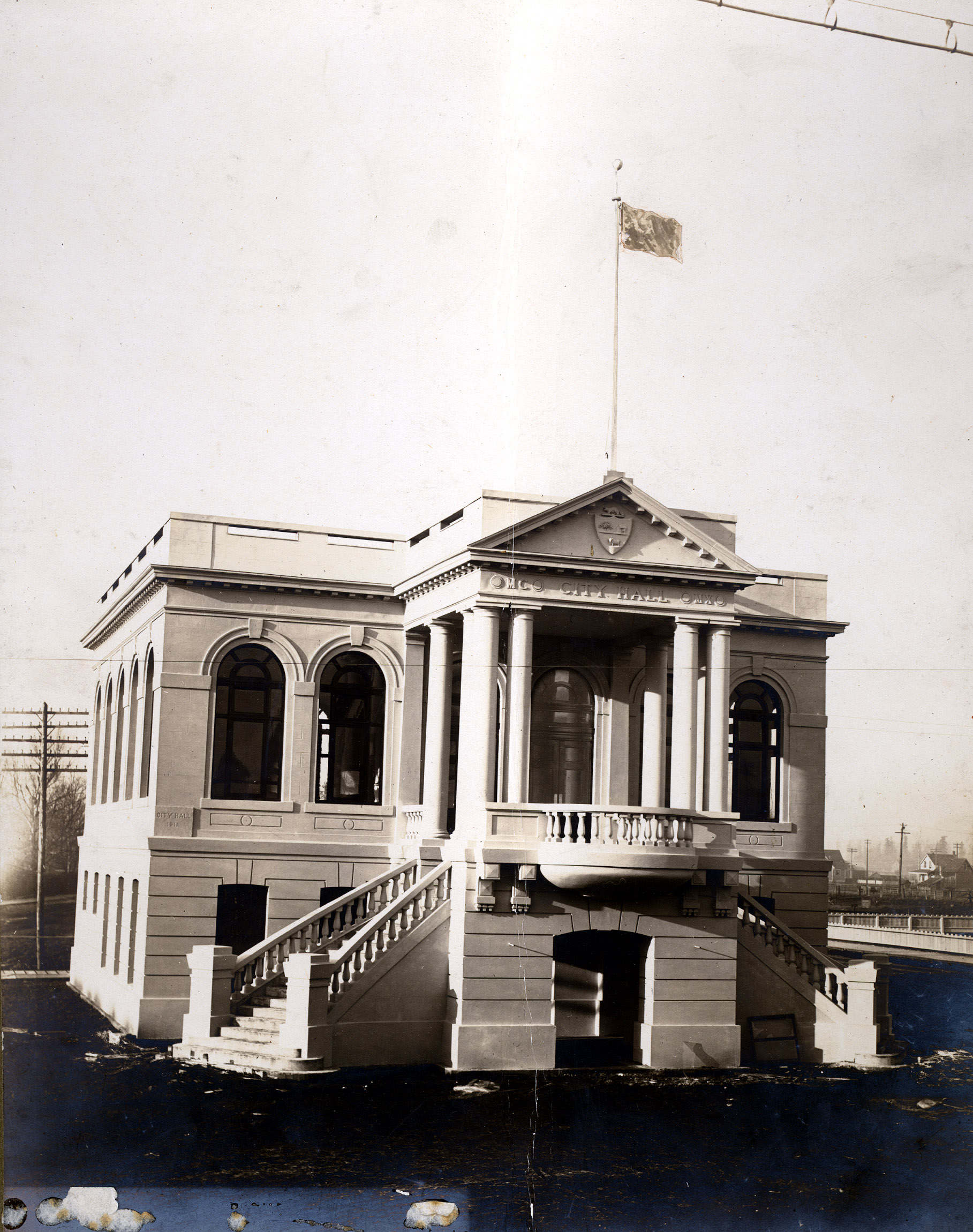
Ancien hôtel de ville et actuel musée.

Le peuplement de la région de Chilliwack remonte à 10 000 ans. À l'arrivée des Européens, à la fin du XVIIIe siècle, les Stolos, un peuple salish de la côte forment une nation de 40 000 ou 60 000 membres dont le territoire comprend celui de la future municipalité. Mais au milieu du siècle suivant plus de 90% ont sucombés aux maladies importées par les pionniers. 
En 1857 et 1858 la ruée vers l'or du Fraser amène près de 30 000 chercheurs d'or dans la région où quelques uns s'établissent comme fermier près des rives du Fraser, à proximité des premiers ports fluviaux. Dès 1873, est créé le canton de Chilliwhack, troisième municipalité fondée en Colombie-Britannique. Le premier centre de la communauté est d'abord le port de Chilliwack Landings puis avec le développement du réseau routier, un centre urbain est fondé à l'intérieur au carrefour de la route de Westminster-Yale avec l'avenue Wellington et la route Young qui prend le nom de Five Corners. La ville formée autour de ce noyau s'appelle d'abord Centreville puis Chilliwhack. Elle devient en 1887, une municipalité indépendante : la cité de Chilliwack. En 1980, les deux municipalités, la cité et le canton, fusionnent pour former le district de Chilliwack. Ce dernier abandonnera son statut en 1999 pour celui de cité.

## Géographie

### Situation

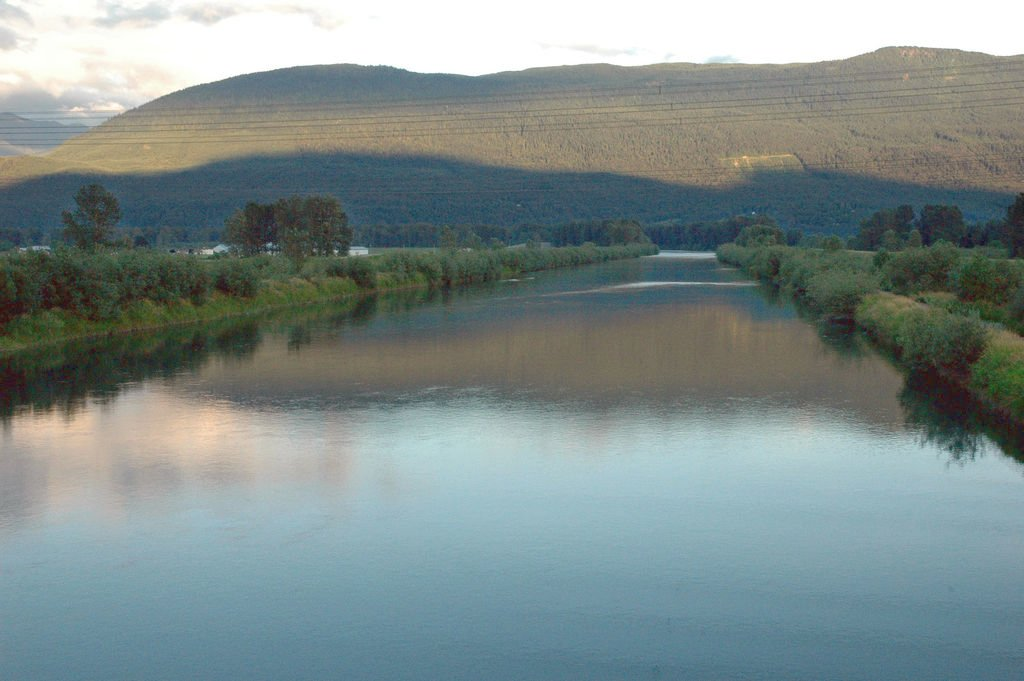
Vue vers le sud de la rivière Vedder canalisée et du mont Vedder.

Chilliwack se situe au sud-ouest de la province de la Colombie-Britannique dans le district régional de la Vallée du Fraser. La municipalité occupe la portion est des Basses-Terres Continentales, plaine correspondant à l'élargissement de la vallée du Fraser. Elle est limitée au nord par le fleuve Fraser qui coule au pied du chaînon Pacifique de la chaîne Côtière. Vers le sud, le territoire municipal s'étend sur toute la plaine ainsi que sur les contreforts du massif de la Skagit de la chaîne des Cascades. Les altitudes s'étagent entre 10 et 30 m en plaine pour atteindre dans le Skagit : 932 m à la montagne Vedder et 1 432 m à la montagne Elk. La commune occupe la confluence entre la rivière Vedder, née dans la chaîne des Cascades, et le Fraser,.
Chilliwack partage ses limites communales avec plusieurs municipalités et aires électorales appartenant toutes au district régional de la vallée du Fraser. Ce sont : Abbotsford à l'ouest, l'aire électorale H (lac Cultus/vallée Columbia) au sud-ouest, l'aire électorale E (vallée de la rivière Chilliwack) au sud-est, l'aire électorale D (Popkum/Bridal Falls/Wahleach) à l'est, la municipalité de Kent au nord-est, l'aire électorale C (pays Sasquatch) au nord et l'aire électorale G (Deroche/ Dewdney/montagne Sumas) au nord-ouest,.
| Aire électorale G | Aire électorale C              | Kent                      |
| Abbotsford | Chilliwack                     | Aire électorale D Cheam 1 |
| Aire électorale H | Aire électorale H Soowahlie 14 | Aire électoral E          |
| Enclave : Tzeachten 13, Yakweakwioose 12, Skowkale, Aitchelitch 9, Skway 5, Squiaala, Kwawkwawapilt 6, Schelowat 1, Skwah 4, Skwahla 2, Skwali 3 |                                |                           |

### Transport

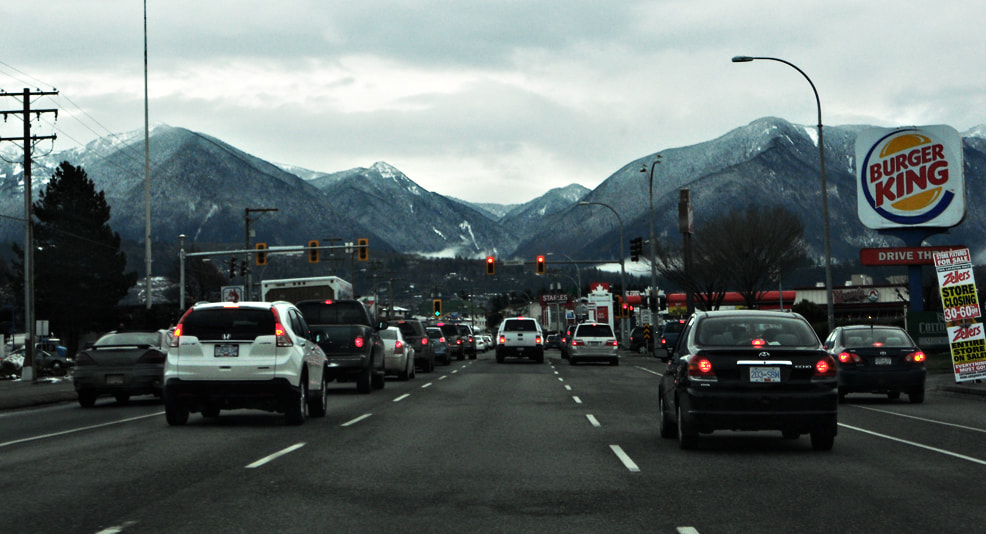
Route Vedder en direction du massif du Skagit au sud.

Chilliwack est une étape sur la route transcanadienne 1, aux normes autoroutières sur la portion entre Hope (54 km à l'est), Abbotsford et Vancouver (respectivement à 40 et 100 km à l'ouest). Au sud, la trouée de la rivière Chilliwack (nommée rivière Vedder en aval) entre les montagnes Vedder et Elk est empruntée par les seuls accès routiers au lac Cultus et à la vallée Columbia d'une part ainsi qu'au au lac et à la rivière Chilliwack d'autre part. Le territoire municipal est en grande partie quadrillé par un réseau de voies orthogonales orientées est-ouest et nord-sud. La route Yale tend à suivre des bras mineurs du Fraser alors que la route de la montagne Vedder suit le piémont du massif homonyme. Aucun pont ne franchi le Fraser sur le territoire communal. En amont, la route 9 franchi le Fraser entre Pokum et Agassiz tandis qu'en aval la route 11 relie Abbottsford à Mission,.

La ville dispose d'un service de bus urbain géré par BC Transit. Il dessert les différents quartiers grâce à une dizaine de lignes. Une ligne principale axée nord-sud relie la Basse-Ville à Sardis et Vedder Crossing tandis que deux pôles d'échanges relient entre-elles les lignes secondaires ainsi que la ligne principale. Les lignes secondaires permettent la desserte de quartiers excentrés comme Promontory ou du centre urbain secondaire de Yarrow mais aussi du lac Cultus situé en dehors des limites municipales. Les fréquences sont élevées pour la ligne principale : 10' mais seulement de 4 par jour pour la ligne desservant Yarrow. Par ailleurs un service de bus interurbain relie Chilliwack à Burnaby où elle se connecte au métro de Vancouver,.
L'aéroport de Chilliwack est dédié à l'aviation d'affaire, de loisirs et à l'école de pilotage. L'activité atteint 60 000 mouvements par an. Le terminal peu accueillir des avions jusqu'à 19 places.

### Climat
Le climat de Chilliwack est océanique, classé dans la classification de Köppen comme tempéré, humide à été tempéré ; noté Cfb.
| Mois                                  | jan.       | fév.       | mars       | avril     | mai       | juin      | jui.     | août      | sep.      | oct.      | nov.       | déc.       | année          |
| ------------------------------------- | ---------- | ---------- | ---------- | --------- | --------- | --------- | -------- | --------- | --------- | --------- | ---------- | ---------- | -------------- |
| Température minimale moyenne (°C)     | 0,4        | 1          | 2,8        | 5,2       | 8,2       | 11        | 12,5     | 12,1      | 9,1       | 6,4       | 3,1        | 0,5        | 6              |
| Température moyenne (°C)              | 3,3        | 4,9        | 7,3        | 10,5      | 13,7      | 16,4      | 18,8     | 18,7      | 15,7      | 10,8      | 6,2        | 3,3        | 10,8           |
| Température maximale moyenne (°C)     | 6,1        | 8,8        | 11,8       | 15,8      | 19,1      | 21,7      | 25       | 25,3      | 22,3      | 15,3      | 9,3        | 6          | 15,5           |
| Record de froid (°C) date du record   | −20,6 1911 | −16,7 1956 | −14,4 1955 | −6,1 1927 | −1,7 1920 | 1,1 1911  | 3,3 1917 | 2,8 1881  | −2,8 1908 | −7,2 1919 | −14,4 1955 | −21,7 1968 | −21,7 1968     |
| Record de chaleur (°C) date du record | 18,3 1953  | 20,6 1968  | 26,1 2019  | 32,2 1900 | 34,5 1993 | 43,7 2021 | 38 2006  | 38,2 2021 | 36,5 1988 | 27,8 1952 | 21,1 1954  | 19 1980    | 43,7 28/6/2021 |
| Précipitations (mm)                   | 233,5      | 125,8      | 154,7      | 116,3     | 93,1      | 91,7      | 48,1     | 56,7      | 75,2      | 178,5     | 283,8      | 210,1      | 1 667,5        |
| dont neige (cm)                       | 26,6       | 11,2       | 11         | 1,1       | 0         | 0         | 0        | 0         | 0         | 0,1       | 11,2       | 24,3       | 85,3           |
| Nombre de jours avec précipitations   | 20,6       | 15,9       | 19,7       | 17,5      | 15,8      | 14,6      | 8,7      | 8,5       | 9,9       | 17,1      | 21,5       | 20,1       | 189,9          |
| Nombre de jours avec neige            | 5          | 2,9        | 1,9        | 0,2       | 0         | 0         | 0        | 0         | 0         | 0,1       | 2          | 4,8        | 16,8           |

| Diagramme climatique                                  |           |              |              |             |            |            |              |             |              |             |           |
| J                                                     | F         | M            | A            | M           | J          | J          | A            | S           | O            | N           | D         |
| 6,10,4233,5                                           | 8,81125,8 | 11,82,8154,7 | 15,85,2116,3 | 19,18,293,1 | 21,71191,7 | 2512,548,1 | 25,312,156,7 | 22,39,175,2 | 15,36,4178,5 | 9,33,1283,8 | 60,5210,1 |
| Moyennes : • Temp. maxi et mini °C • Précipitation mm |           |              |              |             |            |            |              |             |              |             |           |

## Démographie
Au recensement de 2021, la municipalité de Chilliwack, réserves indiennes comprises, compte 100 690 habitants dont 93 203 hors réserves,.
En tant que localité désignée dans le recensement de 2011, Chilliwack a une population de 77 936 habitants dans 30 432 de ses 32 059 logements, soit une variation de 12,6% par rapport à la population de 2006. Avec une superficie de 261,50 km2, cette cité possède une densité de population de 298,0 hab/km2 en 2011.
Concernant le recensement de 2006, Chilliwack abritait 69 217 habitants dans 26 869 de ses 27 929 logements. Avec une superficie de 260,19 km2, cette cité possédait une densité de population de 266,0 hab/km2 en 2006. 
| 1971   | 1976   | 1981   | 1986   |
| ------ | ------ | ------ | ------ |
| 32 885 | 37 055 | 40 609 | 41 337 |

| 1991   | 1996   | 2001   | 2006   |
| ------ | ------ | ------ | ------ |
| 49 531 | 60 186 | 62 567 | 69 217 |

| 2011   | 2016   | 2021   | - |
| ------ | ------ | ------ | - |
| 77 936 | 83 788 | 93 203 | - |

## Municipalité et circonscriptions législatives

Logo de la municipalité

La municipalité de Chilliwack a le statut de cité. Elle est dirigée par un maire, Ken Popove et six conseillers, élus pour 4 ans,. Elle est membre et siège du district régional de la Vallée du Fraser (Fraser Valley). Elle nomme 4 des 24 directeurs du district qui disposent pour les votes à majorité pondérée de 20 voix sur 73,. 
| 1982-1983   | 1983-1987   | 1987-1999 | 1999-2008   | 2008-2018    | 2018-2026  |
| ----------- | ----------- | --------- | ----------- | ------------ | ---------- |
| Young Clark | John Jansen | John Les  | Clint Hames | Sharon Gaetz | Ken Popove |
| [ 25 ]      | ,           | [ 28 ]    | ,           | ,            | ,          |

La municipalité de Chilliwack dépend de deux circonscriptions législatives provinciales : Chilliwack-Cultus Lake et Chilliwack North. Pour les élections législatives fédérales, la commune dépend de la circonscription de Chilliwack--Hope.

## Éducation

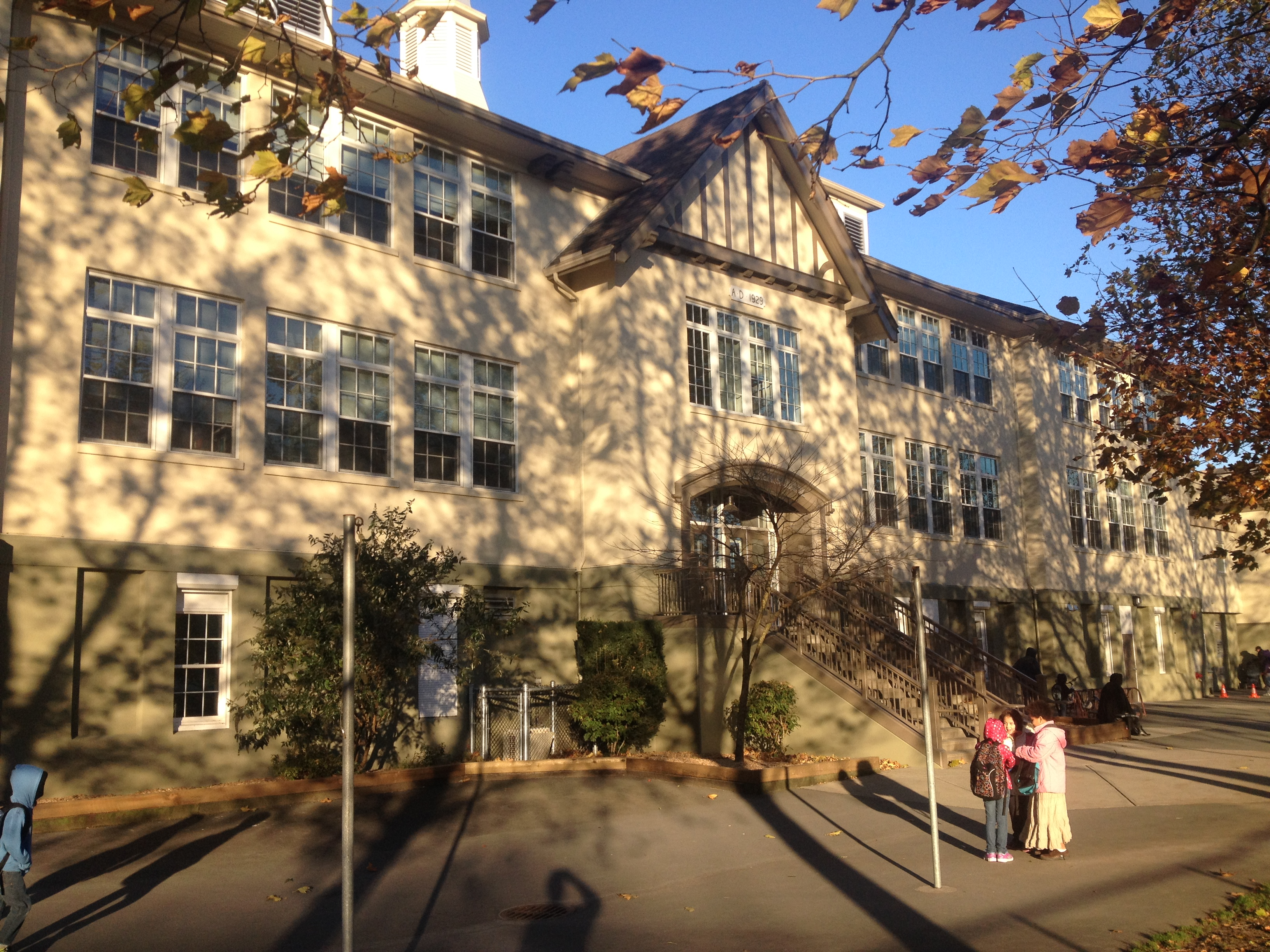
École élémentaire centrale.

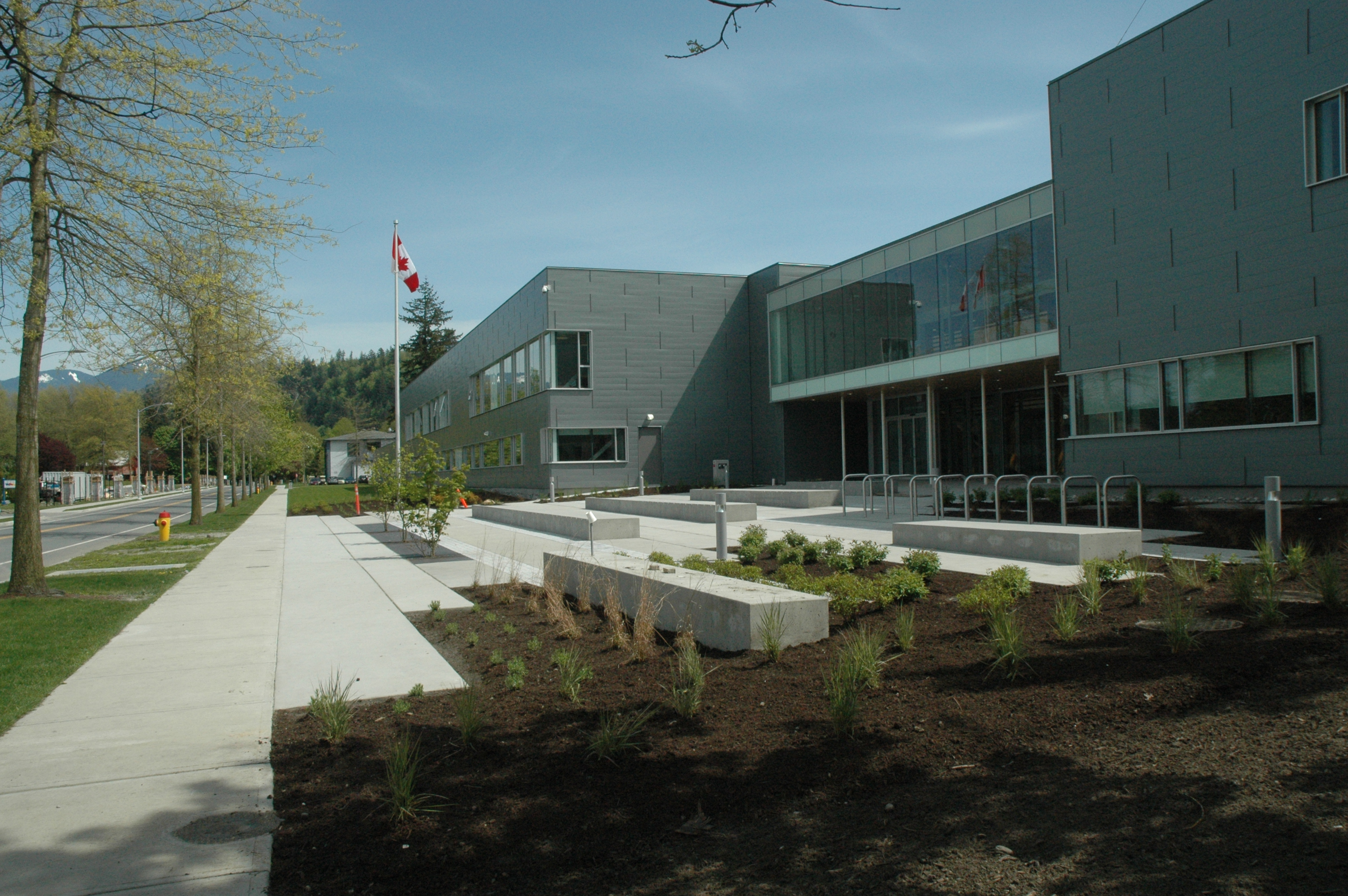
Campus de Chilliwack, bâtiment A.

L'éducation primaire et secondaire publique dépend de deux districts scolaires : l'un anglophone, l'autre francophone. Le district scolaire anglophone 33 de Chilliwack (Chilliwack School District 33) couvre la municipalité ainsi que la région du lac Cultus. C'est l'un des six districts scolaires du district régional de la Vallée du Fraser. Il compte 20 écoles primaires (niveaux M à 5), 6 écoles intermédiaires (niveaux 6 à 8) et 5 écoles secondaires (niveaux 9 à 12). Le Conseil scolaire francophone de Colombie-Britannique gère l'école élémentaire La Vérendrye (niveaux M à 7) de Chilliwack. On compte par ailleurs 8 écoles privées,,,.
L'École d'enseignement à distance de la vallée du Fraser (Fraser Valley Distance Education School) propose des cours en primaire et secondaire. Les cours sont pour partie à distance, pour partie en présentiel. Elle dépend du district scolaire de Chilliwack,.
L'apprentissage de la langue française au sein du district scolaire anglophone est favorisé par des dispositifs d'immersion dans certaines écoles. l'école élémentaire Cheam propose une immersion précoce à partir de la maternelle. Un second programme propose une immersion tardive à partir du niveau 6 au sein des écoles intermédiaires Chilliwack ou Vedder (Chilliwack Middle School et Vedder Middle School).
Le campus universitaire intitulé Parc éducatif du Canada (Canada Education Park) accueille une partie de l'Université de la vallée du Fraser qui y propose des formations en sciences de la santé, agriculture, commerce et technologie,. La Gendarmerie royale du Canada est aussi présente sur ce campus avec le Centre de Formation de la Région du Pacifique tandis que l'Agence des services frontaliers du Canada y possède un collège. L'aéroport héberge plusieurs écoles de pilotage.

## Économie

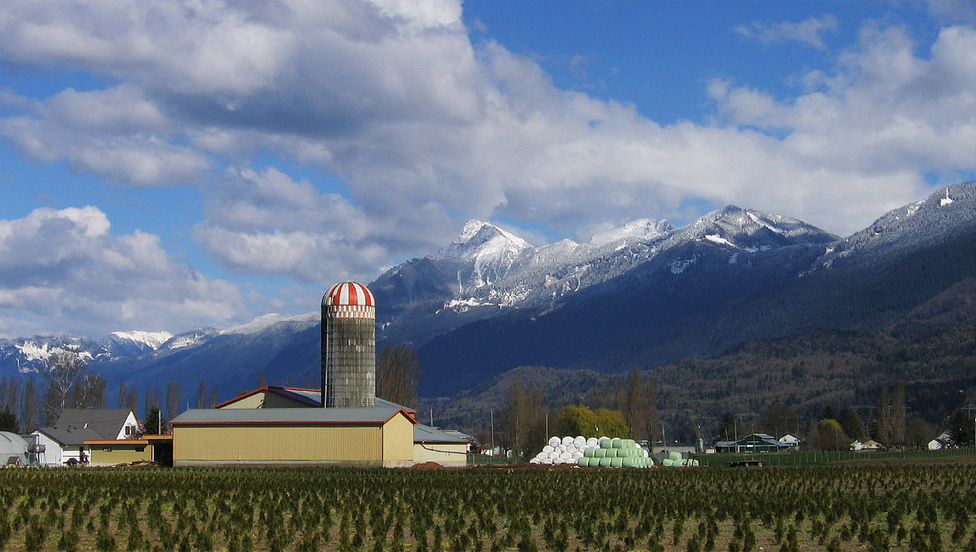
Ferme dans la plaine du Fraser.

Les terres agricoles représentent 67% du territoire communal soit 17 322 ha, protégées en tant que réserve foncière agricole (Agricultural Land Reserve). Ces terres se répartissent entre 800 fermes qui génèrent 4 500 emplois. Les productions animales sont centrées sur l'élevage laitier ou de boucherie et les volailles. Les productions végétales comprennent les pâturages et les cultures fourragères destinées à produire du foin ou de l'ensilage (maïs) pour l'alimentation du bétail. Les productions végétales destinées à l'alimentation humaine comprennent l'horticulture sous serre ou en plein champ, les pépinières, les petits fruits, l'arboriculture ou encore les fleurs. Parmis ces productions, on peu citer : fraises, framboises, myrtilles pour les petits fruits, les noix ou encore le maïs doux,,,. La culture du houblon très active jusqu'à la fin des années 1990 tend à renaître depuis les années 2010.
Le secteur agroalimentaire bénéficie des productions locales ainsi que d'une zone industrielle dédiée. Cette zone comprend notamment une boucherie industrielle : Five Corners Meat (anciennement Vantage Food), une usine de production de confitures appartenant à Puratos Canada (anciennement Sandel Foods), une usine de conditionnement des myrtilles et framboises : Berryhill Foods ainsi qu'une importante brasserie appartenant à Molson Coors. Rogers Food filiale du japonais Nisshin ouvre une meunerie en 2005. l'agrandissement de 2017 permet une augmentation de la production de farine de 250 t/jour soit une hausse de 80%,. 
L'industrie manufacturière emploie 8% de la main d’œuvre. Elle produit des bétons préfabriqués, des équipements pétroliers, caravanes, ascenseurs, escaliers roulants ou encore portes et fenêtres. L'aéroport héberge des entreprises de maintenance aéronautique et d'avionique orienté vers la petite aviation. 

## Sports
Les sports de glace sont emblématiques de Chilliwack. Le hockey sur glace est représenté par l'équipe junior des Chiefs de la ligue de hockey de la Colombie-Britannique (LHBC) depuis 1990, ainsi que la ligue adulte de hockey de Chilliwack (Chilliwack adult Hockey League), domiciliées au Coliseum (ex Prospera Centre). L'équipe des Bruins de la ligue de hochey de l'Ouest (LHOu), fondée en 2006, est aussi domiciliée au Coliseum jusqu'en 2011, date de son déménagement à Victoria et de son changement de nom. Le curling est aussi pratiqué. Deux patinoires sont utilisées pour le hockey : le Coliseum et le complexe sportif de Sardis (Sardis Sports Complex) tandis qu'une troisième patinoire est dédiée au curling (Chilliwack Curling and Community Centre) ,,.

## Personnalités
- Dave Archibald (1969- ) : hockeyeur sur glace, né à Chilliwack ;
- William Atkinson (1868-1939) : homme politique conservateur britanno-colombien, ministre, député de Chilliwack où il meurt ;
- Edward Barrow (1867-1956) : homme politique libéral britanno-colombien, ministre, député de Chilliwack ;
- Dona Cadman (1950- ) : femme politique conservatrice britanno-colombienne, née à Chilliwack ;
- Samuel Cawley (1858-1947) : homme politique conservateur britanno-colombien, député de Chilliwack ;
- Margaret Commodore (1932- ) : femme politique néo-démocrate yukonnaise, née à Chilliwack ;
- Leslie Eyres (1892-1983) : homme politique britanno-colombien, ministre, député de Chilliwack ;
- Charlotte Froese-Fisher (1929-2024) : mathématicienne et physicienne atomiste, a grandi à Chilliwack ;
- Reece Howden (1998- ) : skieur acrobatique canadien, né à Chilliwack ;
- Jordyn Huitema (2001- ) : footballeuse internationale, née à Chilliwack ;
- John Jansen (1947- ) : homme politique britanno-colombien, ministre, député créditiste de Chilliwack où il est né ;
- William Kiernan (1916-1997) : homme politique britanno-colombien créditiste, ministre, député de Chilliwack ;
- Donald Mac Gillivray (1938-1913) : homme d'affaires, magistrat, pasteur méthodiste et homme politique, député indépendant britanno-colombien, mort à Chilliwack ;
- Charles Munro (1864-1919) : homme politique libéral britanno-colombien, missionnaire méthodiste, député de Chilliwhack où il meurt ;
- Steven Point (1951- ) : légiste, lieutenant-gouverneur de la Colombie-Britannique, chancelier de l'université, né à Chilliwack [58],[59];
- Bob Random (1943- ) : acteur canadien, né à Chilliwack ;
- Harvey Schroeder (1933- ) : homme politique britanno-colombien créditiste ministre et député de Chiliwack ;
- Bria Skonberg (1983- ) : trompettiste de jazz,  née à Chilliwack ;
- Charles Strahl (1957-2024) : homme politique canadien conservateur, député et ministre fédéral, mort à Chilliwack ;
- Jim Valance (1952- ) : musicien rock, né à Chilliwack ;
- Adam Vedder (1834-1905) : homme politique indépendant local et provincial, pionnier de Chilliwack.